# Мальтійський механізм

Мальтійський механізм із зовнішнім зачепленням

Мальтійський механізм із внутрішнім зачепленням

Мальтійський механізм — один із видів механічних передач, який служить для перетворення постійного обертального руху в переривчастий рух з зупинками певної тривалості. Своєрідне ім'я механізм отримав через схожість веденої частини механізму з мальтійським хрестом ордену іоанітів.
Мальтійські механізми побудовано на основі кулісних механізмів із вільним входженням пальця кривошипа в паз куліси та вільним виходом з нього. Творцями мальтійського механізму вважають французів Констенсуза і Бюнцлі, які отримали патент у 1896 році.

## Класифікація та принцип дії
Розрізняють мальтійські механізми на два найбільші підвиди: мальтійський механізм із зовнішнім зачепленням та із внутрішнім зачепленням. Також вони можуть різнитися кількістю кривошипів чи кількістю пазів у хресті-ланці.

Періодичний рух веденої ланки забезпечує цівка, що обертається на ведучому колесі(кривошипі) і входячи у паз хреста обертає його доки не вийде із зачеплення, здійснивши оберт на певний кут (залежить від кількості кривошипів) цівка входить в наступний паз і знов повторює цикл. Для того щоб ведена ланка не прокручувалась інерційно при зовнішньому зачепленні роблять стопорний сегмент, що має радіус рівний радіусу зовнішніх дуг хреста. Кількість пазів на хресті може бути від 3 до 12. При рівномірному обертанні ведучого колеса співвідношення між часами руху і зупинки хреста рівний: {\displaystyle (z-2)/(z+2)}, де {\displaystyle z} — кількість пазів у хресті.
Певні втрати енергії йдуть на тертя між цівкою і хрестом, ККД мальтійського механізму приблизно приводиться від {\displaystyle \eta =0.75} до {\displaystyle \eta =0.85}.

## Використання
Доволі розповсюджене використання мальтійського механізму в кінотехніці. Він є однією із головних складових механіки кінопроєктора, адже кіноплівка повинна затримуватися перед об'єктивом на рівно 1/24 секунди. Тому використання такого механізму було найбільш доцільним. Також цей механізм використовують у агрегатних верстатах для обертання поворотних столів. Є приклади використання мальтійського механізму також у бункерних завантажувальних пристроях.
Застосовується в конструкціях металорізальних верстатів, а саме в
механізмах ділильного повороту.
Мальтійські механізми використовуються не тільки в
поворотних столах металорізальних верстатів, а й у
плотерах, дискретизаторах, деяких
конструкціях механічних швейцарських годинників
(механізм із однією закритою щілиною для попередження
перезаведення).